# Ley básica
El término ley básica, ley fundamental o ley elemental se usa en algunos Estados como una alternativa a la constitución, dando a entender que es una medida temporal, pero necesaria sin aprobación formal de constitución. Una ley básica es o bien una constitución codificada, o en países con constituciones no codificadas, una ley determinada que tiene poderes de constitución y efectos. El nombre se utiliza generalmente para implicar carácter provisional o transitorio, o intentar evitar una demanda de ser "la ley más alta", a menudo por razones religiosas. En la Alemania Occidental, el término ley básica (Grundgesetz) fue utilizado para indicar que la ley básica sea provisional hasta la última reunificación alemana. Pero en 1990 ninguna nueva constitución fue aprobada y en su lugar la ley básica fue adoptada en todo el territorio alemán. La ley básica se atrinchera en que se anula toda "ley escrita" ordinaria aprobada por el poder legislativo.
Las regiones administrativas especiales de la República Popular China, a saber, Hong Kong y Macao, tienen leyes básicas como sus documentos constitucionales. Las leyes básicas son la máxima autoridad, respectivamente, en las regiones, mientras que los derechos de las demás modificaciones e interpretaciones con el Comité Permanente de la Asamblea Popular Nacional de la República Popular de China.

## Lista de leyes básicas
- Ley Fundamental para la República Federal de Alemania
- Leyes fundamentales de Israel